# 祖舒·艾治亞邦
祖舒亞·科菲·艾治亞邦（2006年5月5日—），是一名英格蘭職業足球員，司職右閘和中堅，現效力英超球會車路士。

## 球會生涯
艾治亞邦出生於倫敦，並在車路士的青訓學院開始足球生涯。
2024年1月3日，艾治亞邦與車路士簽下了他的首份職業合約。同年3月11日，他在對陣紐卡素的英超賽事中首次獲列入球隊後備席，但並未上陣。同年5月2日，他在18歲生日前三日上演職業生涯地標戰，於對陣熱刺的英超賽事中後備上陣，協助球隊以2–0擊敗同市宿敵。
艾治亞邦在2024–25賽季初因續約問題而被球會「冷凍」。2024年12月12日，他在對陣的歐協聯賽事中首次為球隊正選上陣，協助球隊以3–1勝出。同月18日，他與球會達成協議，續約至2029年夏天。

## 國家隊生涯
2023年5月，艾治亞邦隨英格蘭U17出戰2023年歐洲U-17足球錦標賽，並以第五名的完賽。同年11月，他獲選參與2023年國際足總U-17世界盃，並在對陣新喀里多尼亞的首場小組賽中首次為該梯隊入球。
2024年9月4日，他在對陣意大利的比賽中首次為英格蘭U19上陣。同年10月10日，他在對陣意大利的比賽中首次為英格蘭U20上陣。

## 職業生涯
最後更新：2025年5月8日
| 效力球會 | 球季     | 聯賽     | 聯賽 | 聯賽 | 國家盃賽 | 國家盃賽 | 聯賽盃賽 | 聯賽盃賽 | 洲際賽事 | 洲際賽事 | 其他 | 其他 | 總計 | 總計 |
| 效力球會 | 球季     | 聯賽     | 上陣 | 入球 | 上陣     | 入球     | 上陣     | 入球     | 上陣     | 入球     | 上陣 | 入球 | 上陣 | 入球 |
| -------- | -------- | -------- | ---- | ---- | -------- | -------- | -------- | -------- | -------- | -------- | ---- | ---- | ---- | ---- |
| 車路士   | 2023–24  | 英超     | 1    | 0    | 0        | 0        | 0        | 0        | —        | —        | —    | —    | 1    | 0    |
| 車路士   | 2024–25  | 英超     | 4    | 0    | 0        | 0        | 1        | 0        | 7        | 0        | 0    | 0    | 12   | 0    |
| 生涯總計 | 生涯總計 | 生涯總計 | 5    | 0    | 0        | 0        | 1        | 0        | 7        | 0        | 0    | 0    | 13   | 0    |

1. ↑  於歐協聯賽事上陣。

## 榮譽

### 球會
車路士U18
- U18英超南部聯賽：2023–24（英语：2023–24 Professional U18 Development League）

 切尔西
- 欧洲协会联赛：2024–25

### 國家隊
英格蘭U18
- U18皮納塔爾盃：2024[15]